# Rhipidoglossum
Rhipidoglossum é um gênero botânico de plantas epífitas pertencente à família das orquídeas (Orchidaceae), composto por 35 espécies distribuídas por 26 países da África tropical, de Uganda à África do Sul, e nas ilhas da região.

## Etimologia
Do grego  ῥιπός (Rhipis), leque, e γλῶσσα (glossum), língua, em referência ao formato do labelo de muitas de suas espécies.

## Publicação e sinônimos
- Rhipidoglossum Schltr., Beih. Bot. Centralbl. 36(2): 80 (1918).

Espécie-tipo:
- Aeranthes xanthopollinia Rchb.f. in W.G.Walpers, Ann. Bot. Syst. 6: 190 (1865), lectotipo designado por  Summerhayes em Blumea, Suppl., 1: 80 (1937), hoje Rhipidoglossum xanthopollinium (Rchb.f.) Schltr. (1918).

## Filogenia
Devido à suas características morfológicas, Rhipidoglossum tem sido historicamente considerado um gênero relacionado com Diaphananthe do qual diferenciava-se por apresentar flores com coluna onde existe visível pé e pela existência de um calo cônico na abertura do nectário. No entanto, Summerhayes afirma que essas características na verdade mudam pouco de espécies para espécie entre os gênero de modo que tornam-se mais ama variação contínua do que características distintivas. Estudos preliminares de genética molecular de Carlsward et al demonstram que Rhipidoglossum, Cribbia e  apenas a Diaphananthe millarii fazem parte de um grupo, enquanto a maioria das espécies de Diaphananthe situam-se mais próximas a Chamaeangis.

## Espécies
Conforme a morfologia, com propósito de identificação, suas espécies podem ser divididas em dois grupos:
1. Grupo de plantas de caules muito curtos com folhas em roseta ou em leque, ou de caules mais curtos que 12 cm e folhas alternadas apenas próximas ao ápice do caule:
- Rhipidoglossum candidum (P.J.Cribb) Senghas, Schlechter Orchideen 1(16-18): 1110 (1986).
- Rhipidoglossum cuneatum (Summerh.) Garay, Bot. Mus. Leafl. 23: 195 (1972).
- Rhipidoglossum curvatum (Rolfe) Garay, Bot. Mus. Leafl. 23: 195 (1972).
- Rhipidoglossum globulosocalcaratum (De Wild.) Summerh., Blumea, Suppl. 1: 82 (1937).
- Rhipidoglossum kamerunense (Schltr.) Garay, Bot. Mus. Leafl. 23: 195 (1972).
- Rhipidoglossum laticalcar (J.B.Hall) Senghas, Schlechter Orchideen 1(16-18): 1110 (1986).
- Rhipidoglossum magnicalcar Szlach. & Olszewski, in Fl. Cameroun 36: 860 (2001).
- Rhipidoglossum melianthum (P.J.Cribb) Senghas, Schlechter Orchideen 1(16-18): 1110 (1986).
- Rhipidoglossum mildbraedii (Kraenzl.) Garay, Bot. Mus. Leafl. 23: 195 (1972).
- Rhipidoglossum montanum (Piers) Senghas, Schlechter Orchideen 1(16-18): 1111 (1986).
- Rhipidoglossum orientalis (Mansf.) Szlach. & Olszewski, in Fl. Cameroun 36: 850 (2001).
- Rhipidoglossum oxycentron (P.J.Cribb) Senghas, Schlechter Orchideen 1(16-18): 1111 (1986).
- Rhipidoglossum paucifolium D.Johanss., Bot. Not. 127: 149 (1974).
- Rhipidoglossum polydactylum (Kraenzl.) Garay, Bot. Mus. Leafl. 23: 195 (1972).
- Rhipidoglossum pulchellum (Summerh.) Garay, Bot. Mus. Leafl. 23: 195 (1972).
- Rhipidoglossum stellatum (P.J.Cribb) Szlach. & Olszewski, in Fl. Cameroun 36: 850 (2001).

2. Grupo de plantas de caules com pelo menos 20 centímetros de comprimento e folhas alternadas ao longo de todo o caule:
- Rhipidoglossum adoxum  (F.N.Rasm.) Senghas, Schlechter Orchideen 1(16-18): 1110 (1986).
- Rhipidoglossum bilobatum  (Summerh.) Szlach. & Olszewski, in Fl. Cameroun 36: 862 (2001).
- Rhipidoglossum brevifolium Summerh., Blumea, Suppl. 1: 83 (1937).
- Rhipidoglossum densiflorum Summerh., Bot. Mus. Leafl. 12: 91 (1945).
- Rhipidoglossum laxiflorum Summerh., Bull. Misc. Inform. Kew 1936: 225 (1936).
- Rhipidoglossum longicalcar Summerh., Bull. Misc. Inform. Kew 1936: 226 (1936).
- Rhipidoglossum microphyllum Summerh., Bot. Mus. Leafl. 12: 93 (1945).
- Rhipidoglossum obanense  (Rendle) Summerh. in J.Hutchinson & J.M.Dalziel, Fl. W. Trop. Afr. 2: 449 (1936).
- Rhipidoglossum ochyrae Szlach. & Olszewski, in Fl. Cameroun 36: 868 (2001).
- Rhipidoglossum ovale (Summerh.) Garay, Bot. Mus. Leafl. 23: 195 (1972).
- Rhipidoglossum polyanthum (Kraenzl.) Szlach. & Olszewski, in Fl. Cameroun 36: 864 (2001).
- Rhipidoglossum rutilum (Rchb.f.) Schltr., Beih. Bot. Centralbl. 36(2): 81 (1918).
- Rhipidoglossum schimperianum (A.Rich.) Garay, Bot. Mus. Leafl. 23: 195 (1972).
- Rhipidoglossum stolzii (Schltr.) Garay, Bot. Mus. Leafl. 23: 196 (1972).
- Rhipidoglossum subsimplex (Summerh.) Garay, Bot. Mus. Leafl. 23: 196 (1972).
- Rhipidoglossum tanneri (P.J.Cribb) Senghas, Schlechter Orchideen 1(16-18): 1111 (1986).
- Rhipidoglossum tenuicalcar (Summerh.) Garay, Bot. Mus. Leafl. 23: 196 (1972).
- Rhipidoglossum ugandense (Rendle) Garay, Bot. Mus. Leafl. 23: 196 (1972).
- Rhipidoglossum xanthopollinium (Rchb.f.) Schltr., Beih. Bot. Centralbl. 36(2): 81 (1918).